# Tipula (Eumicrotipula) kuehlhorni
Tipula (Eumicrotipula) kuehlhorni is een tweevleugelige uit de familie langpootmuggen (Tipulidae). De soort komt voor in het Neotropisch gebied.